# 4533 Orth
A 4533 Orth (ideiglenes jelöléssel 1986 EL) a Naprendszer kisbolygóövében található aszteroida. Carolyn Shoemaker fedezte fel 1986. március 7-én.